# Atla wheldonii
Atla wheldonii är en svampart som först beskrevs av Travis., och fick sitt nu gällande namn av Savic & Tibell. Atla wheldonii ingår i släktet Atla och familjen Verrucariaceae.  Arten är reproducerande i Sverige. Inga underarter finns listade i Catalogue of Life.